# Pekińczyk czerwonodzioby
Pekińczyk czerwonodzioby, pekińczyk żółty (Leiothrix lutea) – gatunek małego ptaka z rodziny pekińczyków (Leiotrichidae). Często jest nazywany słowikiem chińskim. Pierwsze pekińczyki czerwonodziobe przywieziono do Europy, a konkretnie do londyńskiego ogrodu zoologicznego w 1866 roku. W hodowli nie sprawiają kłopotów, a ich pielęgnacja jest łatwa.
Długość ciała 14–15 cm; masa ciała 18–28 g.

## Systematyka i zasięg występowania
Wyróżniono kilka podgatunków L. lutea:
- Leiothrix lutea kumaiensis – północno-zachodnie Himalaje;
- Leiothrix lutea calipyga – środkowe Himalaje do północno-zachodniej Mjanmy;
- Leiothrix lutea yunnanensis – północno-wschodnia Mjanma i południowe Chiny;
- Leiothrix lutea kwangtungensis – południowo-wschodnie Chiny i północny Wietnam;
- Leiothrix lutea lutea – południowo-środkowe i wschodnie Chiny.

Introdukowany w Japonii, na Hawajach, Reunionie, a nawet w Europie (Francja, Hiszpania, Niemcy).

## Status
IUCN uznaje pekińczyka czerwonodziobego za gatunek najmniejszej troski (LC, Least Concern) nieprzerwanie od 1988 roku. Liczebność populacji nie została oszacowana, ale ptak ten opisywany jest jako lokalnie pospolity. Trend liczebności populacji uznawany jest za spadkowy.